# The Eminem Show
The Eminem Show (укр. Шоу Емінема) — четвертий студійний альбом американського хіп-хоп виконавця Емінема та перший виданий на його власномі лейблі Shady Records 26 травня 2002 року.
The Eminem Show - найбільш продаваний альбом 2002 року, отримав премію «Греммі 2003», як найкращий реп альбом. The Eminem Show був одночасно найбільш продаваним альбомом 2002 року в Сполучених Штатах і найбільш продаваним альбомом у всьому світі 2002 року. У 2022 році він отримав 12-кратний платиновий сертифікат Американської асоціації звукозаписної індустрії (RIAA), а його продані по всьому світу 27 мільйонів копій роблять його одним з найбільш продаваних альбомів усіх часів і другим найбільш продаваним альбомом 21 століття.

## Список композицій
| #  | Назва                    | Гості       | Продюсер          | Час  |
| -- | ------------------------ | ----------- | ----------------- | ---- |
| 1  | «Curtains Up»(скіт)      |             | Eminem            | 0:29 |
| 2  | «White America»          |             | Eminem            | 5:24 |
| 3  | «Business»               |             | Dr. Dre           | 4:11 |
| 4  | «Cleanin' Out My Closet» |             | Eminem, Jeff Bass | 4:58 |
| 5  | «Square Dance»           |             | Eminem            | 5:23 |
| 6  | «The Kiss»(скіт)         |             | Eminem            | 1:15 |
| 7  | «Soldier»                |             | Eminem            | 3:46 |
| 8  | «Say Goodbye Hollywood»  |             | Eminem            | 4:32 |
| 9  | «Drips»                  | Obie Trice  | Eminem            | 4:45 |
| 10 | «Without Me»             |             | Eminem, Jeff Bass | 4:50 |
| 11 | «Paul Rosenberg»(скіт)   |             |                   | 0:22 |
| 12 | «Sing for the Moment»    |             | Eminem            | 5:39 |
| 13 | «Superman»               | Dina Rae    | Eminem            | 5:50 |
| 14 | «Hailie's Song»          |             | Eminem            | 5:20 |
| 15 | «Steve Berman»(скіт)     |             |                   | 0:33 |
| 16 | «When the Music Stops»   | D12         | Eminem            | 4:29 |
| 17 | «Say What You Say»       | Dr. Dre     | Dr. Dre           | 5:09 |
| 18 | «Till I Collapse»        | Nate Dogg   | Eminem            | 4:57 |
| 19 | «My Dad's Gone Crazy»    | Hailie Jade | Dr. Dre           | 4:27 |
| 20 | «Curtains Close»(скіт)   |             | Eminem            | 1:01 |